# Тасійська культура
27°03′09″ пн. ш. 31°23′37″ сх. д. / 27.0523759° пн. ш. 31.3935643° сх. д.
Тасійська культура (6 — початок 5 тисячоліття до н. е.) — найдавніша неолітична культура додинастичного періоду, відома на території Верхнього Єгипту. Відкрита в ході археологічних розкопок всередині 1930-х британським археологом Генрі Брайтоном неподалік сучасного єгипетського села Таса. Представлена залишками поселень і могильниками.

## Опис
Основу господарства становило землеробство (пшениця, ячмінь) і скотарство (кози). Більшість дослідників вважає, що носії тасійської культури були першими та найдавнішими землеробами стародавнього Єгипту. Були знайдені знаряддя для полювання та риболовлі. Покійників хоронили в землі, у скорченому положенні, тіла загорнуті у шкіри або циновки.
Характерна кераміка тасійської культури — глибокі гострореберні чаші, ковші з ручками, прямокутні корита та дзвоникоподібні чорні кубки з різьбленим орнаментом. Знаряддя праці виготовлені з кременю, вапняку (сокири-тесла, леза серпів, макогони), прикраси з алебастру, кісток, мушель.
Деякі єгиптологи пояснюють її появу з міграцією афроазійських племен Близького Сходу. Наприклад, через зміни клімату в Сахарі, яка з саванни перетворилася на пустелю.
Найвідомішим поселенням єгипетського неоліту вважається Мерімде.